# Bengt Erlandsson (journalist)
Bengt Erlandsson, född 6 november 1933 i Norrköping, död 22 december 2018 i Stockholm, var en svensk journalist.
Efter studier vid Uppsala universitet började Erlandssons journalistkarriär på Östergötlands Dagblad där han samarbetade med fotografen Rolf Olson.
Efter flytten till Stockholm arbetade Erlandsson på Expressen där han var tidningens utrikeschef 1969–1974. Han efterträddes på posten av Thomas Hammarberg. Därefter blev Erlandsson editionschef på Svenska Dagbladet, innan han 1979–1981 arbetade som chefredaktör för Bohusläningen. 
Efter en kortare tid på Huvudstadspress återvände Erlandsson till Svenska Dagbladet, nu som utrikeschef. Den 1 oktober 1987 blev han Sveriges första läsarnas ombudsman där. ”Läsarnas kritik gör tidningen bättre”, sade han. Andra medier följde efter, bland annat Sydsvenska Dagbladet Snällposten och TV4. 
Erlandsson arbetade även med biljournalistik. I Bilen som hobby (redaktör: Folke Ortlieb, 1970) skrev han om bilresor och han avslutade sitt arbete som journalist med att vara chef för Svenska Dagbladets bilaga Magasinet.